# Tomasz Masny
Tomasz Masny (zm. 3 lutego 1696 w Żywcu) – postać historyczna, zbójnik beskidzki grasujący w końcu XVII wieku na terenie Żywiecczyzny.

## Życiorys
Tomasz Masny pochodził z Szarego koło Milówki. Jego oddział (familia) rabował w okolicach Żywca w drugiej połowie XVII wieku (według niektórych informacji były to latach 1623-1624, co jednak jest datą zbyt odległą od daty jego śmierci). By zyskać rozgłos, zbójnik umyślił sobie dokonać napadu na sam Żywiec. Miał on miejsce w 1695 roku. Banda w sile 17 osób po zmroku podeszła od strony Koszarawy, minęła rynek, po czym napadła na znajdujący się na Rudzy dom młynarza Jakuba Golca oraz innych mieszczan (w tym dwóch rajców). Podczas napadu podpalono kilka domostw, co wywołało panikę, ułatwiając ucieczkę napastnikom. Interwencja podstarościego, który przybył z zamku wraz z hajdukami okazała się spóźniona.

Napad nie uszedł jednak zbójnikom bezkarnie. Wkrótce ujęto uczestników napadu, w tym samego Tomasza Masnego: " (...) ultimis diebus Januarii [30-31.I.1696] zbójców dziewięci razem tu w Żywcu stracono, którzy miasto przeszłego roku wyrabowali. A ci poddani tu wszyscy byli osiedli. (...) Którym po ręce jednej w rynku poucinano, a na prędze wśród rynku przybito, a potym ich żywo na placu ćwiertowano. A Tomaszowi Masnemu tertia Februarii [3.II.1696] wprzód na theatrum wśród rynku dwa pasy udarto, a potym na górze Grojcu dwie ręce ucięto". Ostatecznie Masny zginął nabity na pal.